# C7P
A C7P (Ciągnik Siedmiotonowy Polski - héttonnás lengyel vontató) egy lengyel gyártmányú lánctalpas tüzérségi vontató volt, melyet a lengyel hadsereg használt a második világháború előtt és alatt. A vontatót a PZInż társaság Witold Jakusz tervezőirodája fejlesztette ki 1931-és 1934 között.
1931-ben Lengyelország vásárolt néhány tucat brit Vickers E harckocsit és licenc alatt további járműveket gyártott. A lengyel hadsereg emellett fontolgatta az akkor készült Dragon Medium Mk IV tüzérségi vontató vásárlását, amely a Vickers E harckocsin alapult, de ez soha nem történt meg. Ahogy rájöttek, hogy a brit harckocsit nem lehet eredményesen alkalmazni a lengyel klimatikus körülmények között, úgy döntöttek, hogy építenek egy hasonló harckocsit, ami a Vickers tervezetének módosítása lenne. A harckocsi, ideiglenes kódneve: VAU-33, idővel a 7TP lett. Egyidejűleg dolgozni kezdtek a lengyel hadsereg számára egy új tüzérségi vontatón, amely felváltaná a francia gyártmányú Citroën-Kegresse vontatókat, melyek az 1920-as évek elején készültek. A fő előnyei az új modellnek az alacsony ár, a könnyű gyárthatóság és a tartósság. A C7P sok alkatrésze csereszabatos volt a 7TP könnyűharkocsiéval, melyeket egyidejűleg gyártottak. Tény, hogy az alváz a harckocsi alvázának csaknem pontos másolata, míg a felépítmény részben a licenc alapján épített Saurer busztól származik.
1933-ban az első két prototípus elkészült a PZInż Ursus gyárában. A C6P motorja a jármű elején helyezkedett el és első kerék meghajtást biztosított, míg a C6T motorját a vezetőfülke mögé helyezték, és hátsó kerék meghajtást biztosított. Egy tesztelési sorozat után a C6P jobb választásnak tűnt. Az új vontató, később C7P típusjelöléssel, sokkal kiemelkedőbb volt korabeli társainál, főleg a brit Dragon Medium Mk IV és a szovjet T–26T harckocsikhoz képest, mind erőben, mind kiegészítő felszerelésben. A végső terv magában foglalt egy zárt vezetőfülkét és egy motoros csörlőt.
1934-ben kezdődött a sorozatgyártás. Hozzávetőleg 350 járművet rendeltek, de mindössze 151 készült el a második világháború kitörése előtt. Nagyjából 108 került a tüzérségi egységekhez, ahol a C7P-t tüzérségi vontatónak használták a legnehezebb tüzérségi ezredeknél, főleg a 220 mm wz.32 Škoda aknavetők vontatására használták. További 18 vontatót rendeltek különféle harckocsizó egységekhez, főleg a 10. Lengyel Lovassági Dandárhoz (10. Brygada Kawalerii), mozgásképtelen harckocsik elvontatásához és harckocsik harctérre történő vontatásához egy speciális tervezésű vontató platformon. Végül két vontatót utász alakulatokhoz rendeltek útkarbantartási munkálatokhoz és vasúti sínek felszámolásához. 1942-ig további 52 járművet szállítottak különféle közösségi szolgálatokhoz, ahol hókotróként használták, hogy jó állapotban tartsák az utakat. Az 1939-es lengyel védekező háború alatt az összes C7P vontatót aktív szolgálatban használtak. A legtöbbet a németek zsákmányul ejtették, gépek és hóekék vontatására használták őket egészen 1941-ig. Manapság egyetlen fennmaradt C7P sincs a világon. Habár egy egyszerű C7P karosszériát helyreállítottak néhány évvel ezelőtt, közel Volgogradhoz. Ezt a karosszériát kiegészítették egy BT–5 vagy BT–7 toronnyal, így most úgy néz ki, mint egy T–26 könnyűharckocsi. Jelenleg a moszkvai Poklonnaja Gora Győzelmi Parkban látható.

## Fordítás
- Ez a szócikk részben vagy egészben  a   C7P című angol Wikipédia-szócikk fordításán alapul.  Az eredeti cikk szerkesztőit annak laptörténete sorolja fel. Ez a jelzés csupán a megfogalmazás eredetét és a szerzői jogokat jelzi, nem szolgál a cikkben szereplő információk forrásmegjelöléseként.